# Anahit Barseghian
Anahit Barseghian, orm. Անահիտ Բարսեղյան (ur. 3 marca 1994 w Charkowie) – ormiańska pływaczka, specjalizująca się w stylu grzbietowym, motylkowym i dowolnym.
Wystartowała na igrzyskach olimpijskich w Londynie (2012) na 100 m grzbietem, gdzie zajęła 44. miejsce.
Pływaniem zaczęła zajmować się w wieku 7 lat. Osobą, która wprowadziła ją w sport, jest jej ojciec Karen. Był on jej pierwszym trenerem.